# Coupe des Pays-Bas de football 1997-1998
Navigation
Édition précédente Édition suivante
La Coupe des Pays-Bas de football 1997-1998, nommée la KNVB beker, est la 80e édition de la Coupe des Pays-Bas. La finale se joue le 17 mai 1998 au stade De Kuip à Rotterdam.
Le club vainqueur de la coupe est qualifié pour la Coupe d'Europe des vainqueurs de coupe de football 1998-1999.

## Finale
L'Ajax Amsterdam gagne la finale contre le PSV Eindhoven et remporte son treizième titre. La rencontre s'achève sur le score de 5 à 0, Jari Litmanen marque un triplé. L'Ajax Amsterdam réussit le doublé coupe-championnat cette saison, le PSV étant vice-champion et également qualifié pour la Ligue des champions, un match d'appui est nécessaire entre les deux demi-finalistes pour déterminer l'équipe qualifiée en Coupe d'Europe des vainqueurs de coupe. C'est le SC Heerenveen qui l'emporte 3 à 1 contre le FC Twente.